# The Bad Plus
The Bad Plus is een jazzpianotrio uit Minneapolis, Verenigde Staten, dat bestaat uit pianist Orrin Evans, bassist Reid Anderson en drummer David King.
Hoewel de drie originele bandleden al vanaf 1989 samenspeelden, ontstond de groep pas in 2000. De muziekstijl is moderne jazz met invloeden van pop en rock. Het trio staat bekend om zijn covers van allerlei pop en rockbands. Er werden covers gemaakt van nummers van onder meer Black Sabbath, Blondie, David Bowie, Nirvana, Pink Floyd, Rush, Tears for Fears en Yes.
Zoals reeds aangekondigd op hun facebookpagina op 10 april 2017, stopte Ethan Iverson eind 2017 als bandlid van The Bad Plus. Vanaf 2018 kwam Orrin Evans ter vervanging aan de piano. 

## Albums
- The Bad Plus (2001)
- These Are the Vistas (2003)
- Give (2004)
- Suspicious Activity? (2005)
- Prog (2007)
- For All I Care (2008)
- Never Stop (2010)
- Made Possible (2012)
- The Rite of Spring (2014)
- Inevitable Western (2014)
- The Bad Plus Joshua Redman (2015)
- It's Hard (2016)
- Never Stop II (2018, studioalbum met Orrin Evans)
- Activate Infinity (2019)
- The Bad Plus (2022)
- Complex Emotions (2024)